# Safaripark Pombia
Koordinaten: 45° 39′ 0″ N, 8° 38′ 0″ O
Der Safaripark in Pombia in Italien ist ein Tier-, Safari- und Freizeitpark. Er wurde im Jahr 1976 von Angelo Lombardi geschaffen und erstreckt sich über eine Fläche von 40 Hektar. Er beheimatet rund 600 Tiere.
1999 wurde der alte Park von Orfeo Triberti übernommen. Er besteht aus zwei voneinander getrennten Bereichen: dem Safari- und dem Freizeitpark.

## Lage
Die Entfernung vom Flughafen Mailand-Malpensa beträgt etwa 25 km.

## Galerie

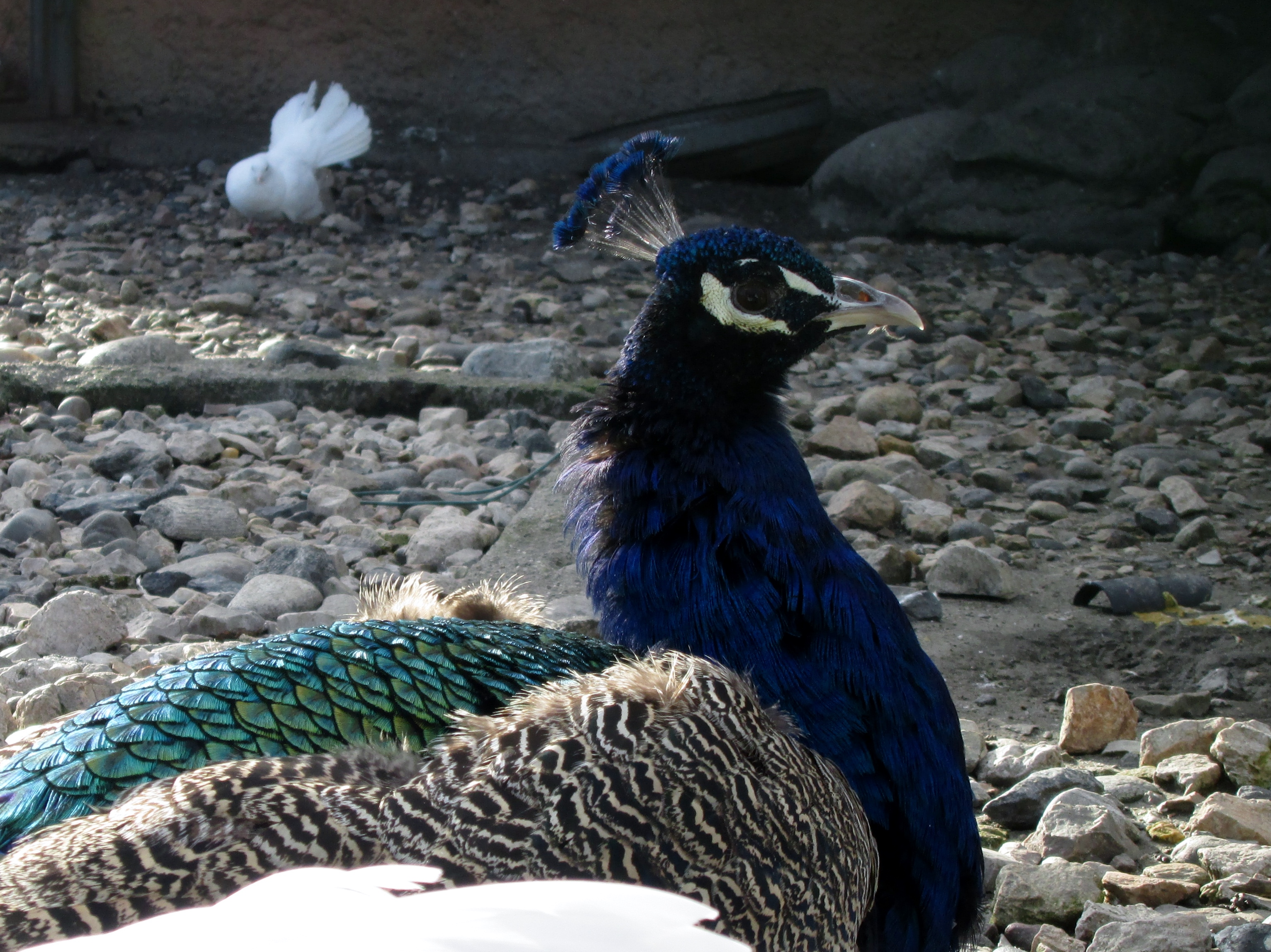
Blauer Pfau
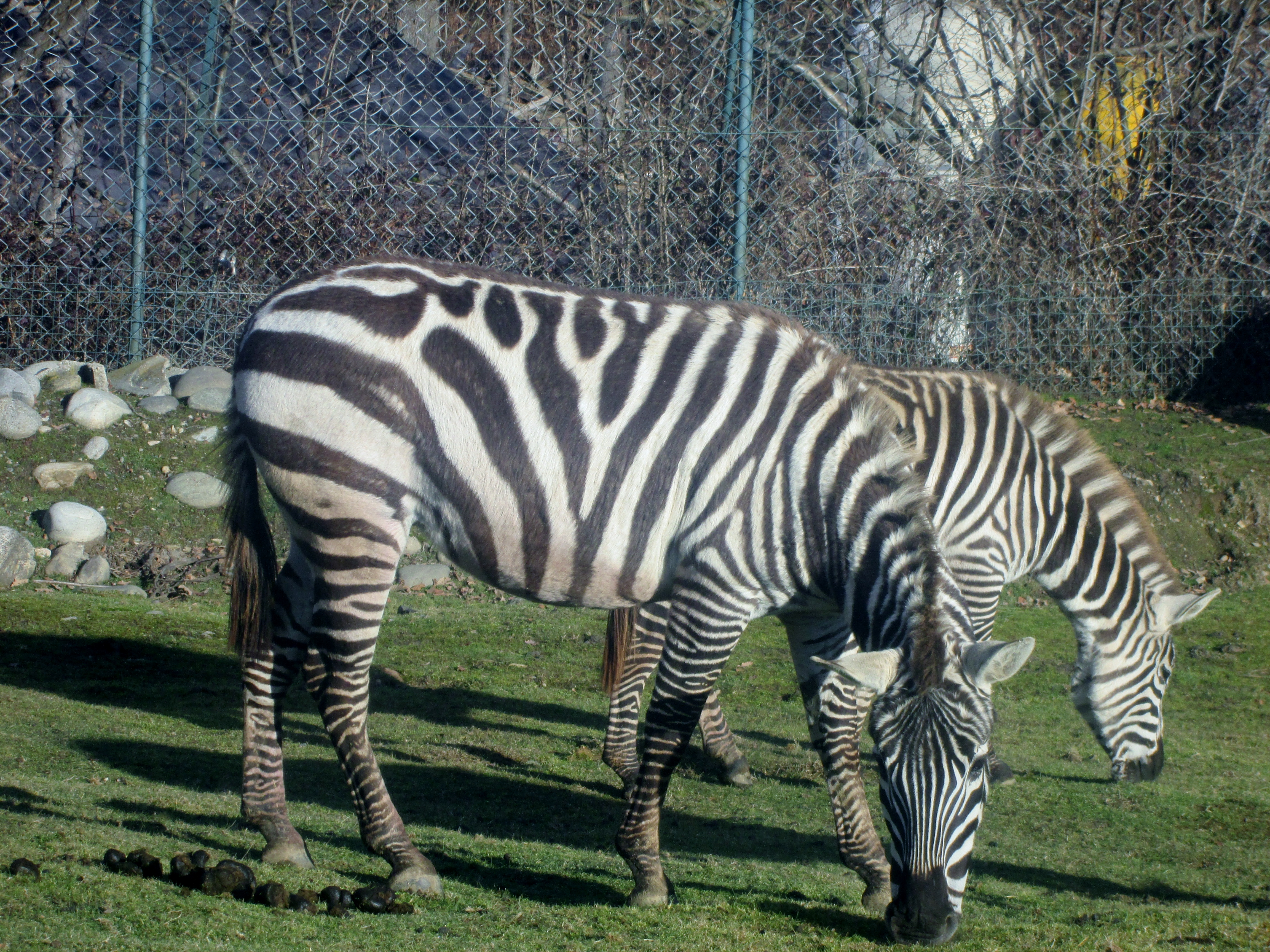
Steppenzebras
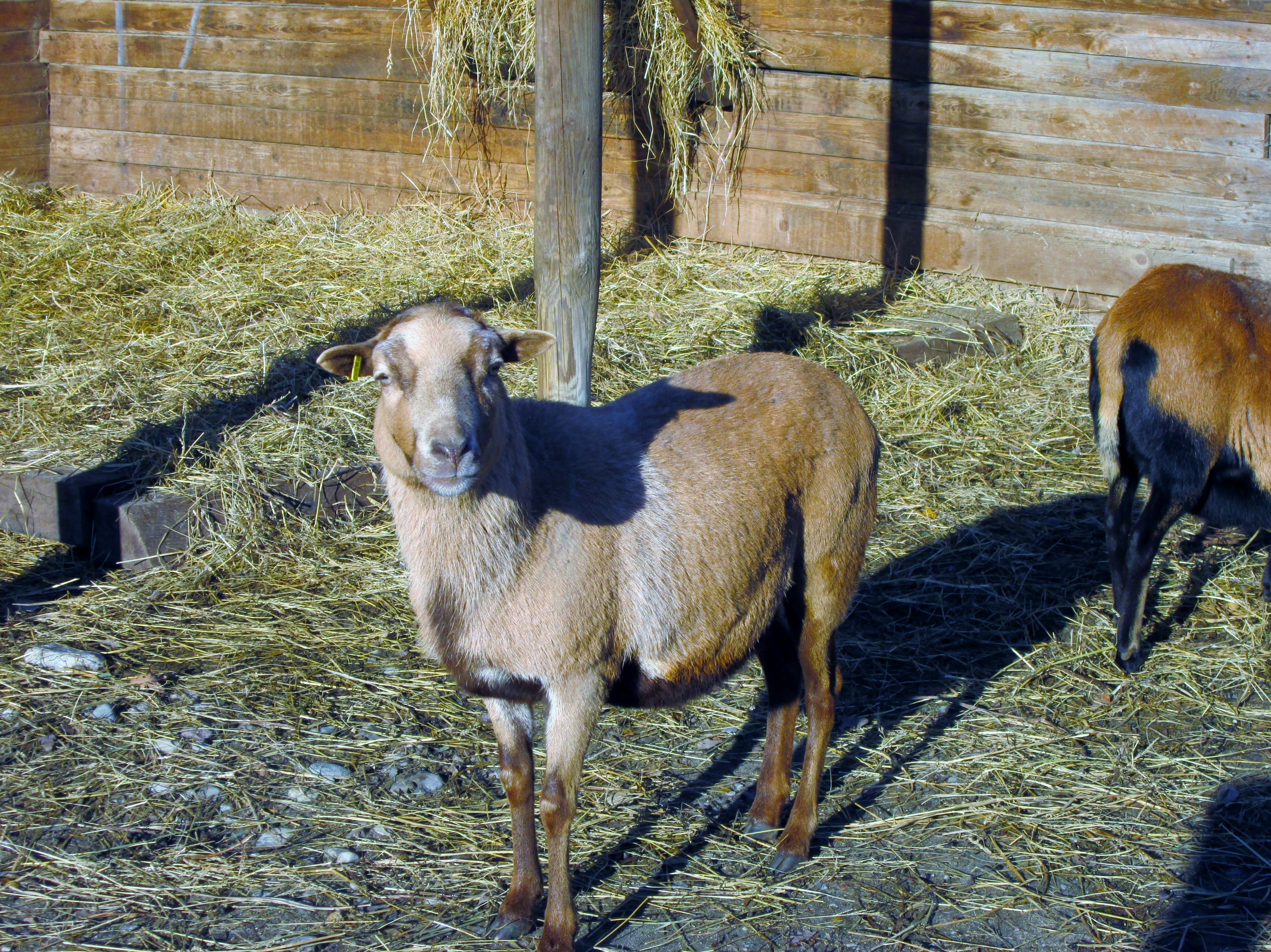
Kamerunschaf
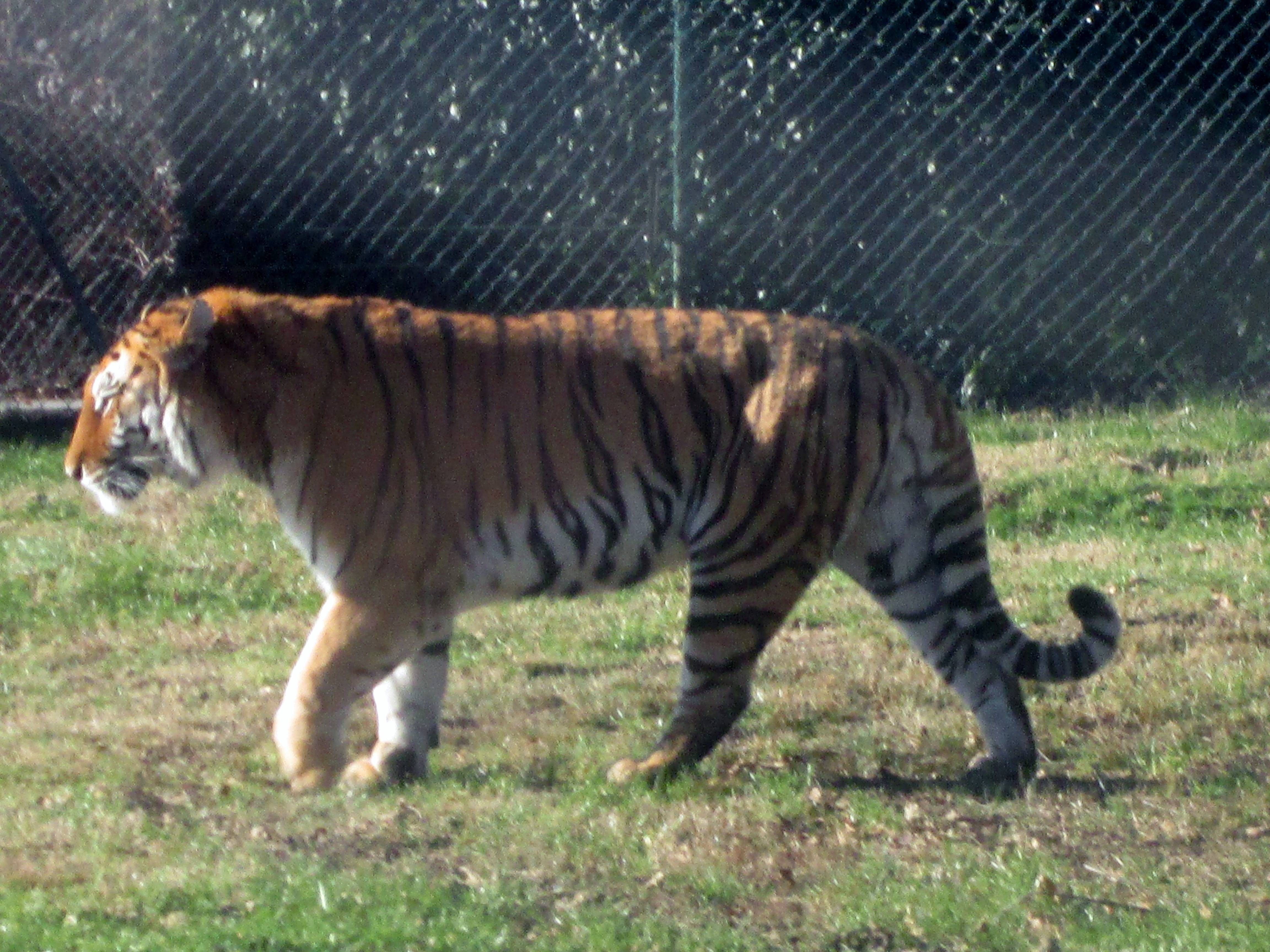
Sibirischer Tiger
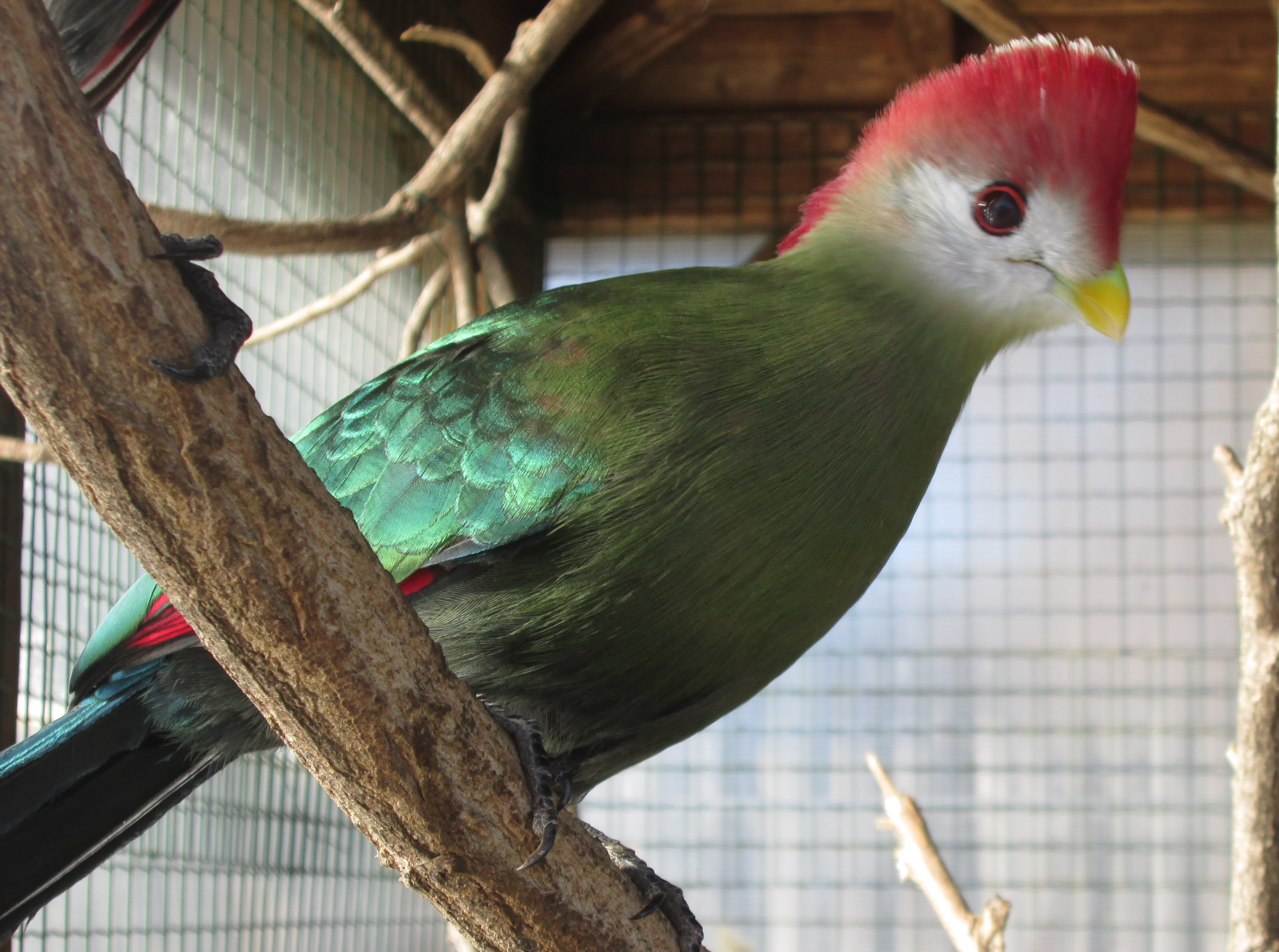
Rothaubenturako
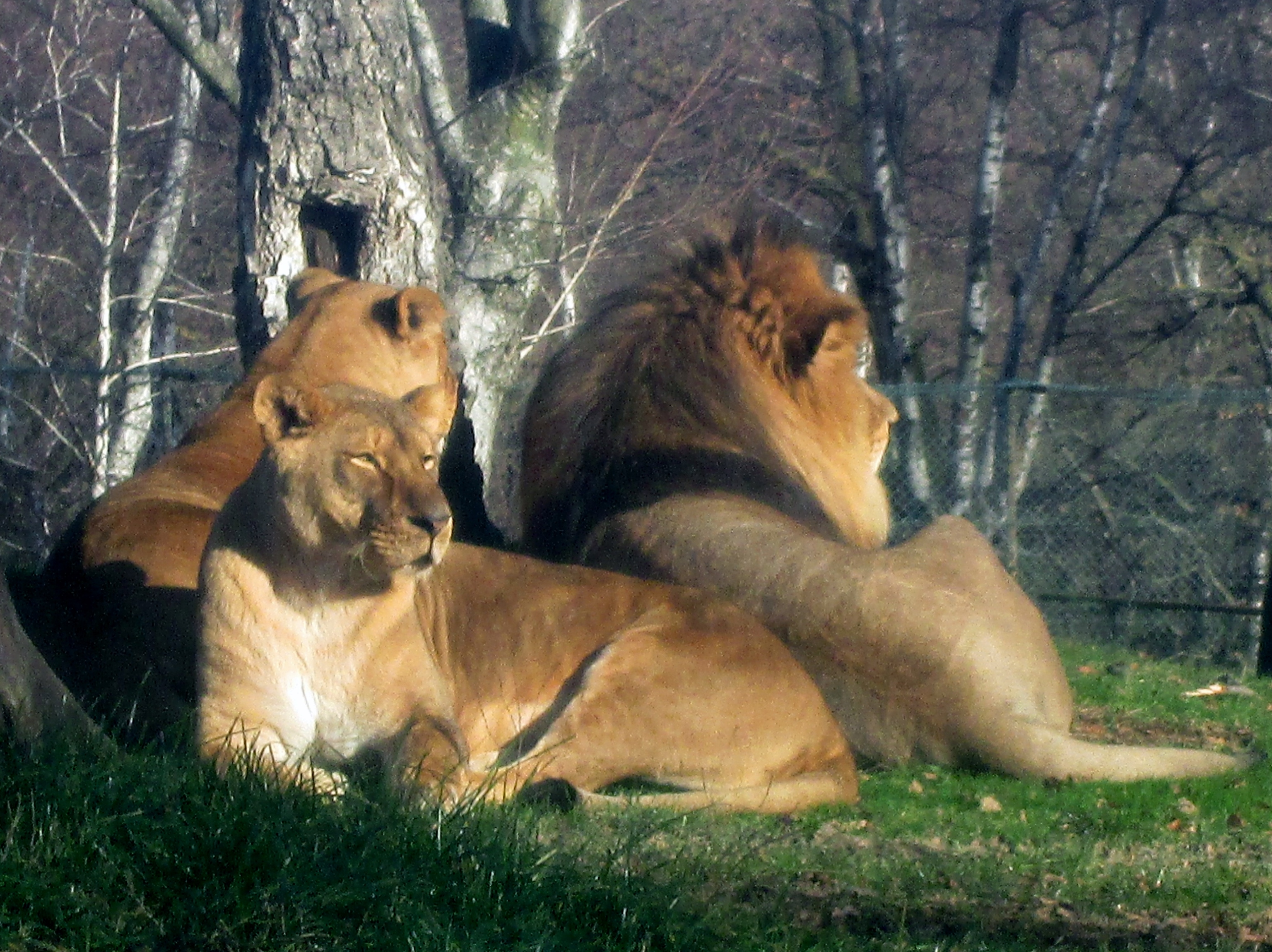
Löwen
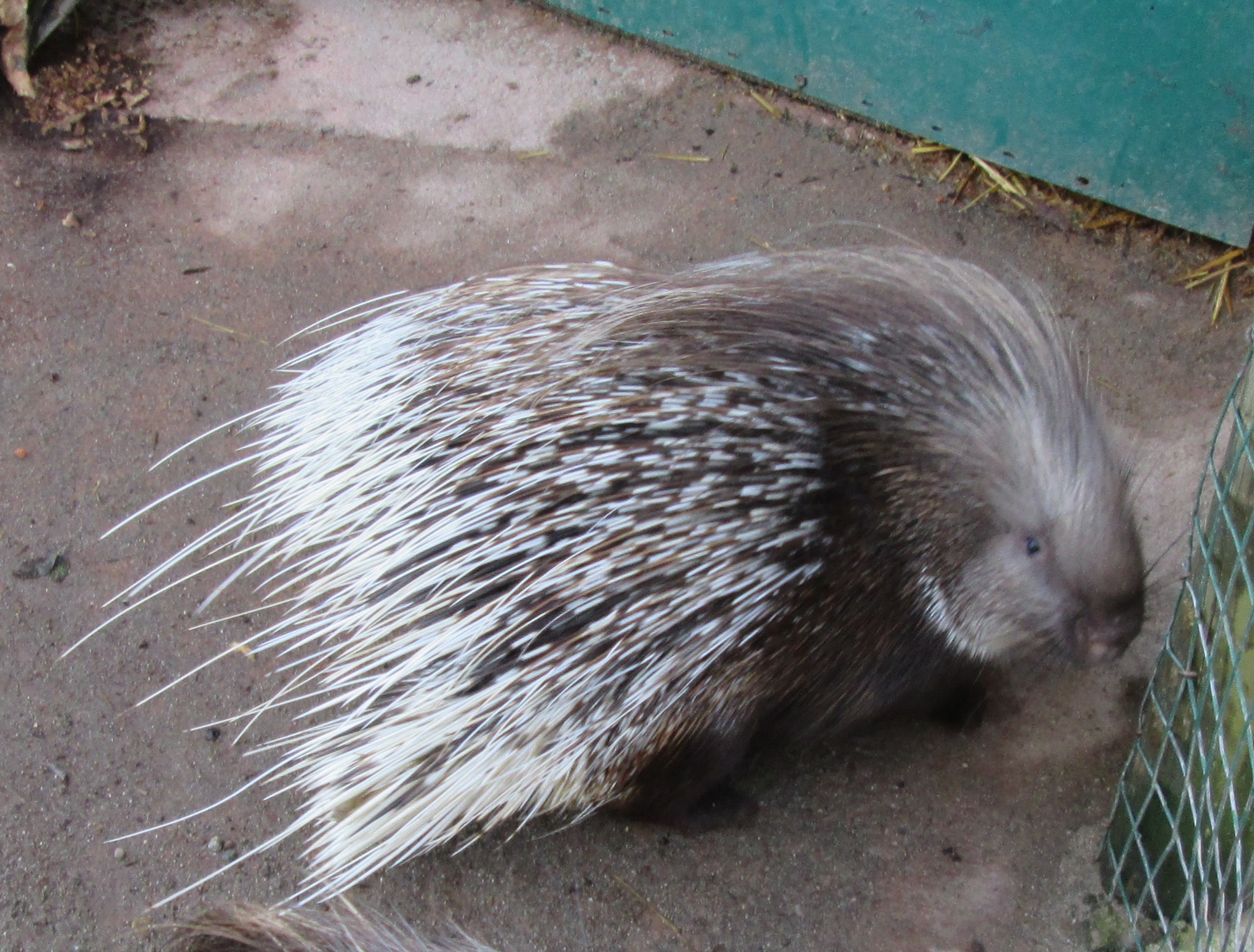
Gewöhnliches Stachelschwein